# 凼底乡
凼底乡，是中华人民共和国湖南省永州市零陵区下辖的一个乡镇级行政单位。

## 行政区划
凼底乡下辖以下地区：
羊公滩村、高桥村、土坪村、桴江村、涯次渡村、油山岭村、晓江村、欧家坪村、冷山村、凼底村、长田村、赤石回村、凉水井村、易家洞村、黄皮村、大桥坝村、袁十万村、杳塘村、江边村和伏塘村。